# Saint-Étienne-le-Laus
Saint-Étienne-le-Laus je francouzská obec ležící v departmentu Hautes-Alpes v regionu Provence-Alpes-Côte d'Azur.

## Historie
Obec se původně jmenovala Saint-Étienne d'Avançon, podle nedalekého města Avançon, které bylo centrem někdejšího hrabství. V roce 1914 byla přejmenována na Saint-Étienne-le-Laus. K obci náleží i vesnička Notre-Dame du Laus, obklopující poutní místo Svatyně Panny Marie z Laus.

## Zjevení Panny Marie v Laus
Zjevení Panny Marie v Laus je označení pro křesťanský fenomén z roku 1664. Vizionářce Benediktě Rencurelové (Benoîte Rencurel) se opakovaně zjevovala Panna Maria s výzvou k modlitbě za hříšníky. Události byly od počátku sledovány církevními i státními orgány. Církevní schválení událostí v Laus probíhalo postupně, dokončeno bylo v roce 2008 a slavnostně oznámeno gapským biskupem Mons. di Falcem.

## Galerie

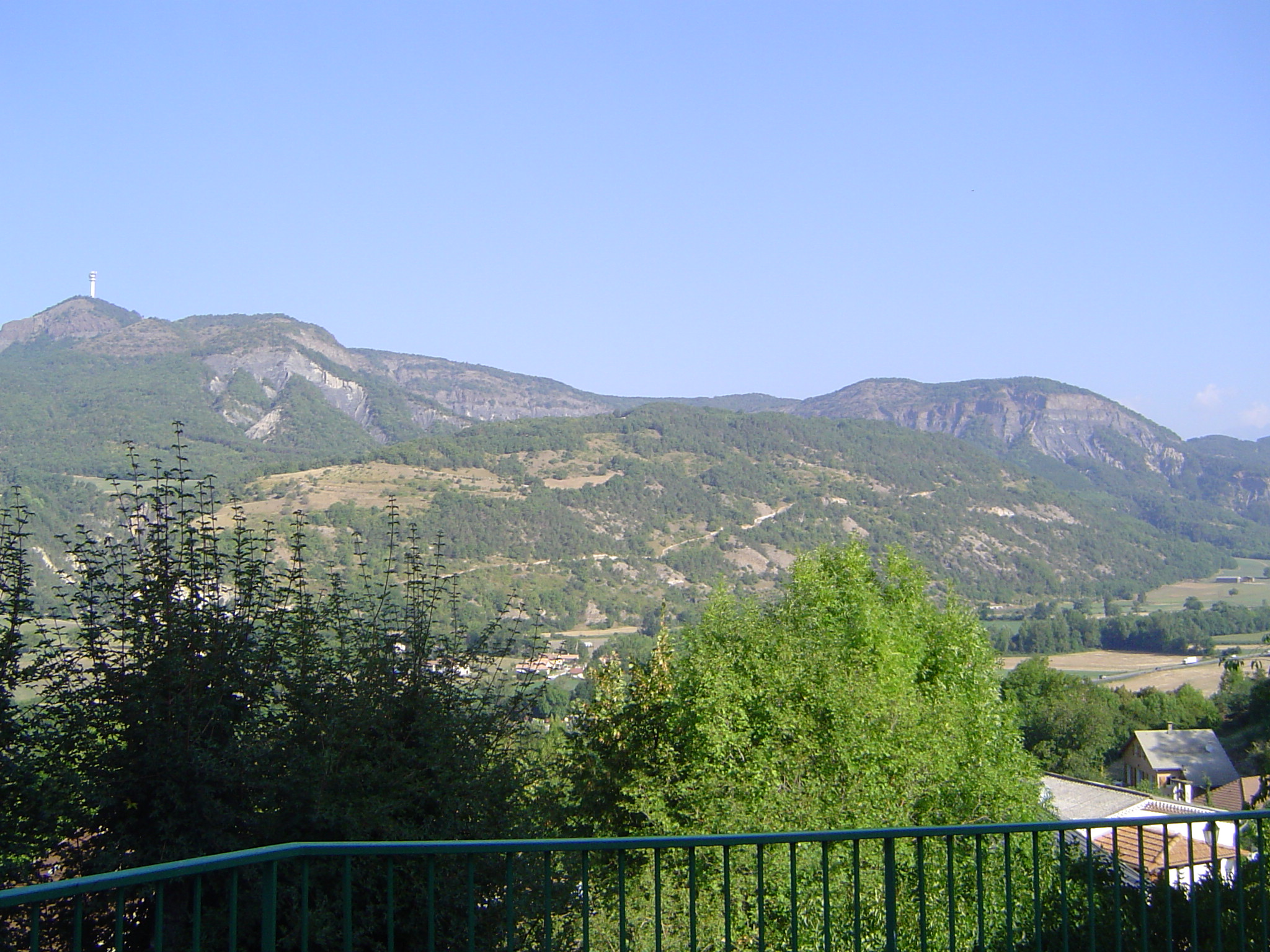
Výhled do okolí obce z kostelní věže
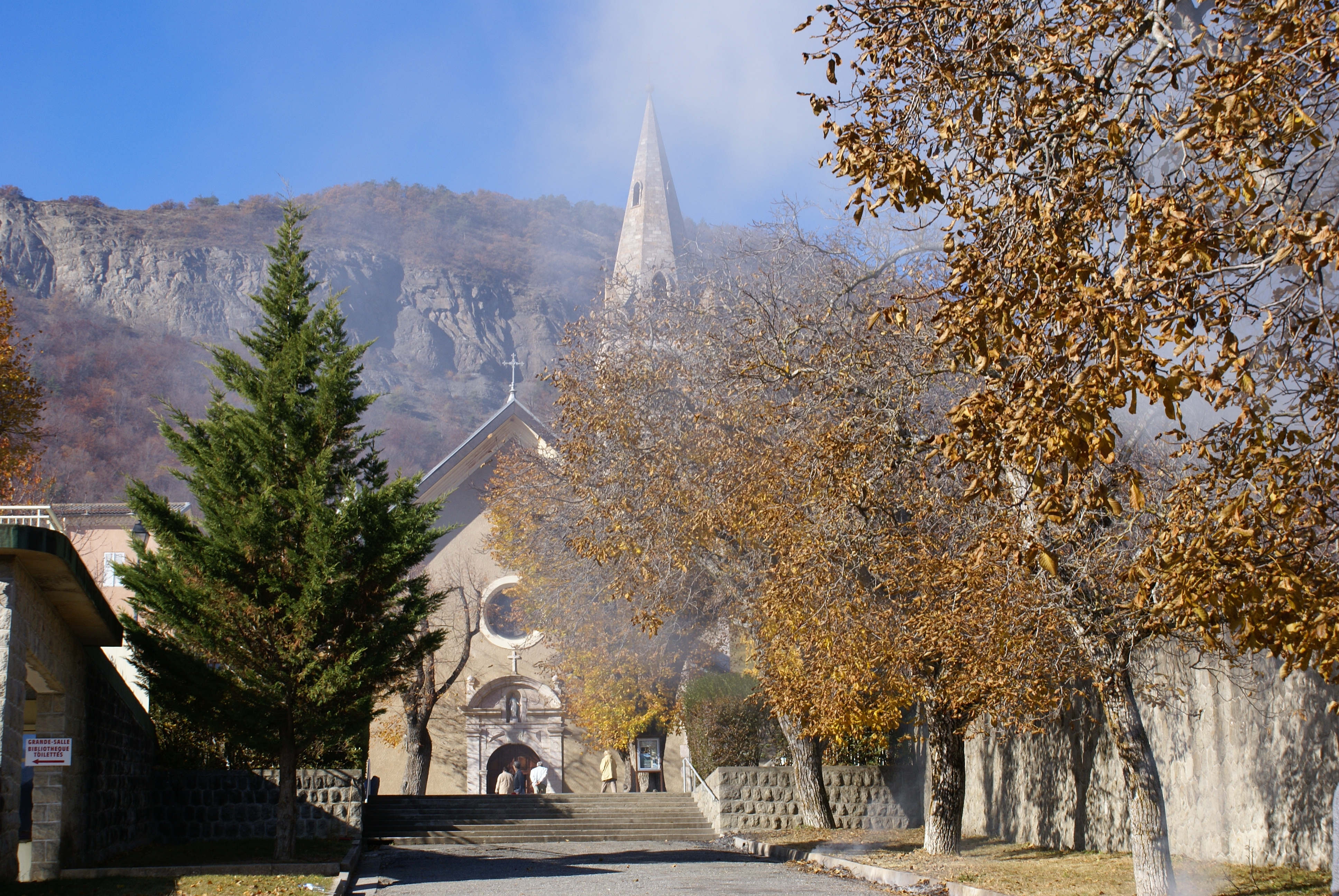
Bazilika Panny Marie v Laus
Svatyně Panny Marie v Laus s přilehlou vesničkou